# Ephesia fuliginata
Ephesia fuliginata là một loài bướm đêm trong họ Noctuidae.